# Светликово
Светликово — деревня в Сокольском районе Вологодской области.
Входит в состав Архангельского сельского поселения, с точки зрения административно-территориального деления — в Архангельский сельсовет.
Расстояние по автодороге до районного центра Сокола — 20 км, до центра муниципального образования Архангельского — 5 км.
По данным переписи в 2002 году постоянного населения не было.